# Jody Azzouni
Jody Azzouni (né Jawad Azzouni en 1954) est un philosophe, poète et écrivain américain. Il est actuellement professeur de philosophie à l'université Tufts.

## Formation
Il obtient sa licence et sa maîtrise à l'université de New York et son doctorat à l'université de la ville de New York.

## Travail philosophique
Azzouni travaille actuellement sur la philosophie des mathématiques (il est titulaire d'un diplôme en mathématiques), les sciences, la logique, le langage et dans les domaines de la métaphysique, de l'épistémologie et de l'esthétique. Il reconnaît une dette envers Willard Van Orman Quine. Azzouni appartient à l’école de pensée nominaliste et centre une grande partie de ses efforts philosophiques sur la défense du nominalisme.
L'une de ses déclarations distinctives est qu'il affirme que les objets mathématiques n'existent pas. Contrairement à Hartry Field, il pense cependant qu'ils existent au sens littéral. Il affirme qu'il n'existe aucun moyen de décrire un objet standard, mais qu'il est possible de le décrire oralement. Si on lui demandait combien de nombres premiers se situent entre 1 et 10, une autre personne répondrait "4", mais Azzouni se demanderait s'il y a vraiment un nombre. Il nous suggère de dire "non".

## Livres
- Metaphysical Myths, Mathematical Practice: The Ontology and Epistemology of the Exact Sciences, Cambridge University Press, 1994.
- Knowledge and Reference in Empirical Science, Routledge, 2000.
- (en) Jody Azzouni, Deflating Existential Consequence: A Case for Nominalism, Oxford University Press, 2004 (ISBN 978-1-4294-3096-8)[1].
- Tracking Reason: Proof, Consequence and Truth, Oxford University Press, 2005.
- Talking About Nothing: Numbers, Hallucinations and Fictions, Oxford University Press, 2010.
- Semantic perception : how the illusion of a common language arises and persists, Oxford University Press, 2013[2].
- Ontology without Borders, Oxford University Press, 2017[3].
- The Rule-Following Paradox and its Implications for Metaphysics, Synthese Library Book. 2017
- Attributing Knowledge: What It Means to Know Something, Oxford University Press, 2020.

## Recueils de poésie
Azzouni a publié deux recueils de poésie avec The Poets Press.
- The Lust for Blueprints, 1999 (rév. 2001)
- Hereafter Landscapes, 2010 (rév. 2019)